# Дильмун (Титан)
Дильмун (лат. Dilmun) — светлая деталь альбедо на поверхности самого большого спутника Сатурна — Титана.

## География и геология
Координаты области — 15° с. ш. 175° з. д. / 15° с. ш. 175° з. д.. Более тёмная область Шангри-Ла находится к югу, а к юго-востоку светлая — Адири. На северо-западе находится ударный кратер Афекан, а на юго-западе — Селк. На юго-востоке находится множество факул данного спутника.

## Эпоним
Местность Дильмун названа в честь райского сада в шумерской мифологии. Название было утверждено Международным астрономическим союзом в 2006 году.